# گومیهو

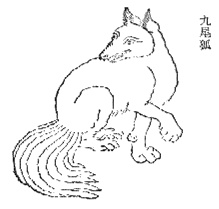
روباه نه دم، موجود افسانه‌ای چینی، از نسخه چینگ شانهایجینگ.

گومیهو یا کومیهو (کره‌ای: 구미호; هانجا: 九尾狐; ترجمه تحت‌اللفظی: «روباه نه‌دم») یک موجودی افسانه‌ایست که در داستان‌های عامیانه‌ای که به صورت شفاهی از نسلی به نسل دیگر منتقل شده‌اند در شرق آسیا و افسانه‌های کره وجود دارد. گومیهوی کره‌ای شباهت زیادی به هولی‌جینگ چینی و کیتسونه ژاپنی دارد. می‌تواند آزادانه به چیزهای دیگر تغییر پیدا کند، و اغلب به یک زن زیبا که قصد دارد پسران را اغوا کند تغییر شکل پیدا می‌کند، و کبد و قلب آنها را می‌خورد (برگرفته از افسانه‌ها). داستان‌های بسیاری وجود دارد که گومیهو در آنها ظاهر می‌شود، که چندین مورد از آنها را می‌توان در دایرةالمعارف «خلاصهٔ ادبیات شفاهی کره‌ای» (کره‌ای: 한국 구비문학 대계; هانجا: 韓國口碑文學; انگلیسی: Compendium of Korean Oral Literature) یافت.

## در فرهنگ عامه
فیلم و تلویزیون
- درام سال ۲۰۱۰ اس‌بی‌اس، دوست‌دختر من یک گومیهو است[۲]
- درام سال ۲۰۱۳ ام‌بی‌سی، کتاب خانواده گو[۳]
- درام سال ۲۰۲۰ تی‌وی‌ان، افسانه روباه نه دم[۴]
- درام سال ۲۰۲۰ اچ‌بی‌او، لاوکرفت کانتری[۵]
- درام سال ۲۰۲۱ تی‌وی‌ان، هم‌اتاقی من یک گومیهو است
- درام سال ۲۰۲۳  تی‌وی‌ان‌ ، افسانه روباه‌نه‌دم ۱۹۳۸